# Rhodopetoma diaulax
Rhodopetoma diaulax é uma espécie de gastrópode do gênero Antiplanes, pertencente a família Pseudomelatomidae.